# Тонкорылая игла-рыба
Тонкорылая игла-рыба (лат. Syngnathus tenuirostris) — вид лучепёрых рыб семейства игловых.

## Описание
Количество туловищных колец 16—18, число хвостовых колец 40—44(45). Наибольшая длина тела 41 см. Масса 35 г. Продолжительность жизни неизвестна. Тело очень длинное, низкий, не сжатое с боков, шершавое, с хорошо выраженными гранями. Есть спинной, грудные и анальный плавники. Обе половины грудной пояса неподвижны, сросшиеся между собой, под ними имеется нечетная брюшная пластинка, а передний (верхний) край обеих половин пояса тупо закруглений, без выемки. Хвостовых колец не менее 40. Рыло длинное, тонкое, низкое (составляет 5,7—9,1 % длины головы), сжатое с боков преимущественно в передней его трети. Глаза маленькие, их диаметр заметно больше высоты рыла. Окраска изменчива. Общий фон от светло- или темно-серого, коричневого или красно-бурого до светло-коричневого, почти желтоватого. На туловище и хвосте имеются достаточно широкие, неправильной формы, иногда размытые, поперечные полосы, которые на общем темном фоне — светлые, а на светлом — тёмные. Нижняя половина жаберных крышек сероватая, иногда серебристая. Спинной плавник с черными или буроватыми точками вдоль лучей. Грудные и хвостовой плавник одноцветные, окрашены как общий фон. Хвостовой плавник со светлым внешним краем. Брюхо серое или беловатое.

## Ареал
Распространение вида: прибрежные воды Средиземного, Адриатического, Эгейского, Мраморного, Чёрного морей.

## Биология
Биология изучена недостаточно. Морская рыба прибрежной зоны, которая живёт в местах с чистой, хорошо аэрированной водой. Иногда встречается вблизи устьевых участков рек, но, как правило, избегает значительного опреснения воды. Держится среди или вблизи зарослей подводной растительности, среди скал и скоплений камней, покрытых водорослями, обычно в придонных слоях или в толще воды. Держатся по одной или по 2—3 особи, на глубинах 3—15 м и более. Половой зрелости достигает, видимо, при длине тела не менее 12—14 см. Размножение в прибрежной зоне, среди растительности с конца апреля — начала мая до августа, возможно, ещё и в сентябре. У самцов длиной 17,3—23,5 см в выводковых камерах насчитывали 44—214 икринок или эмбрионов с икрой.